# Буштул
Буштул — гора в  Украинских Карпатах, в массиве Внутренние Горганы. Расположена на границе Тячевского района Закарпатской области и Калушского района Ивано-Франковской области.
Высота горы 1691 м. Вершина и привершинный склоны незалесненные, местами покрыты каменными осыпищами и криволесьем из сосны горной, ниже — лесные массивы.
К востоку от вершины расположена гора Берть (1666 м), на запад — долина реки Мокрянки, за ней — хребет Передня.
При западных склонах горы расположен ботанический заказник «Странзул, Задня, Кедрин», а на северных склонах берёт начало река Лимница (бассейн Днестра).
Ближайшие населённые пункты: Русская Мокрая, Немецкая Мокрая.